# Norodom Ranariddh
Norodom Ranariddh (en jemer: នរោត្តម រណឫទ្ធិ) (Nom Pen, 2 de enero de 1944-París, 28 de noviembre de 2021) fue un príncipe, político y académico camboyano que ejerció el cargo de Primer ministro de Camboya entre 1993 y 1997. Fue hijo del fallecido Rey Norodom Sihanouk y medio hermano del actual Rey Norodom Sihamoní. Fue  presidente del Frente Unido Nacional para una Camboya Independiente, Neutral, Pacífica y Cooperativa (o Funcinpec) un partido político monarquista y conservador. Bajo la bandera de este partido triunfó en las elecciones generales de 1993 y se convirtió en el primer Primer ministro de Camboya democráticamente electo desde 1951. Su llegada al poder fue propiciada en gran medida por la intervención de su país por parte de las Naciones Unidas, que había derrocado al gobierno socialista de Hun Sen impuesto en 1981. Debido a que no contaba con mayoría absoluta en el parlamento, Ranariddh debió formar un gobierno de coalición sumamente frágil con el Partido Popular de Camboya, (CPP) que había quedado segundo en las elecciones y que había sido partido único del régimen anterior, siendo Hun Sen nombrado "Segundo Primer ministro". El nuevo gobierno democrático asumió su cargo el 2 de julio de 1993, mientras que su padre, Sihanouk, fue restituido como Rey de Camboya el 24 de septiembre de ese mismo año, con la entrada en vigor de una nueva constitución.
Durante su mandato, Ranariddh promovió intereses comerciales en Camboya a líderes de países de la región y estableció el Consejo de Desarrollo de Camboya (CDC). Sus logros se vieron opacados por el desangramiento al que su gobierno fue sometido por parte del CPP, que intentó desestabilizar constantemente al Funcinpec. A finales de 1996, las relaciones entre Ranariddh y Hun Sen se deterioraron por completo, iniciándose sangrientos enfrentamientos entre partidarios del gobierno realista y los allegados a Hun Sen. El 5 de julio de 1997, el estallido de una serie de brutales tiroteos entre las milicias de Hun Sen y el ejército camboyano leal al gobierno del Funcinpec, en el que también participó la guerrilla de los Jemeres Rojos (ambos bandos posteriormente se acusarían mutuamente de haber recibido ayuda dicho grupo armado), dio la estocada final al socavado gobierno de Ranariddh, que presentó su dimisión el 6 de agosto, cuando aún faltaba un año para que completara su mandato constitucional. Ante el temor por su integridad física, Ranariddh abandonó el país.
Fue sucedido por un miembro de su partido, Ung Huot, que dirigió el país hasta las siguientes elecciones, donde el Funcinpec fue derrotado ampliamente por el CPP, asumiendo Hun Sen el cargo pleno de Primer ministro. A pesar de que Ranariddh, que había regresado al país en marzo de 1998, denunció inicialmente el resultado electoral como fraudulento, aceptó el trato de formar una coalición con Hun Sen (que requería una mayoría de tres tercios para ser elegido jefe de Gobierno), bajo la condición de ser nombrado Presidente de la Asamblea Nacional, lo cual iniciaría un largo período de colaboracionismo entre el Funcinpec y el CPP, que finalizaría con el hundimiento progresivo del partido. A principios de la década de 2000, era visto como un posible sucesor de su padre como Rey de Camboya, pero él mismo declinó tal idea en 2001. En 2004 formó parte de la comisión del trono a cargo de escoger al nuevo rey luego de la abdicación de Sihanouk, siendo elegido Norodom Sihamoní.
En marzo de 2006 dimitió como Presidente de la Asamblea Nacional, y en octubre fue depuesto como líder del Funcinpec, que para entonces se había hundido completamente como partido político. Ranariddh fundó su propio partido, el Partido Norodom Ranariddh. Después de acusaciones de malversación de fondos y adulterio se exilió de nuevo, y en marzo de 2007 fue condenado In Absentia, de malversación y condenado a 18 meses de prisión. Después de haber sido indultado en septiembre de 2008 y regresar a Camboya, Ranariddh anunció su retiro de la política, pero retornó a la dirección del PNR en diciembre de 2010. Finalmente, en 2015, su partido y el Funcinpec se reunificaron, y Ranariddh volvió a ser líder del partido.

## Primeros años

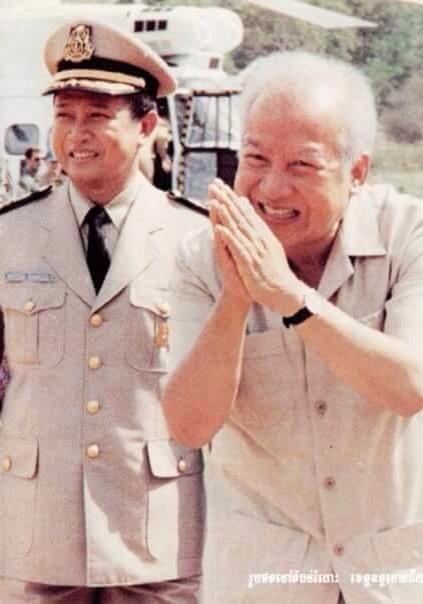
Ranariddh junto a su padre, el entonces exiliado Rey Norodom Sihanouk, en la década de 1980.

Nació en Nom Pen, hijo del Rey Norodom Sihanouk y su primera esposa, Phat Kanhol, una bailarina de ballet unida a la corte real. Al año siguiente de su nacimiento, su país, entonces un protectorado francés, declaró su independencia y se estableció el Reino de Camboya. Fue separado de su madre a los tres años de edad, cuando ella se volvió a casar, y posteriormente se crio bajo el cuidado de su tía, Norodom Ketkanya y su tía abuela, Norodom Sobhana. Ranariddh asistió a la educación primaria en la Escuela Norodom y completó parte de sus estudios de secundaria en el Liceo Descartes en Nom Pen. Durante su niñez, desarrolló una estrecha relación con sus abuelos, Norodom Suramarit y Sisowath Kossamak, pero se distanció de su padre. En 1958, Ranariddh fue enviado a un internado en Marsella, junto con su medio hermano Norodom Chakrapong. Ranariddh tenía previsto inicialmente estudiar medicina al tener facilidad en temas de ciencia, pero fue persuadido por Kossamak de estudiar derecho. Después de terminar la escuela secundaria en 1961, se inscribió en el programa de licenciatura de Derecho en la Universidad de París. Se esforzó por concentrarse en sus estudios en París, pese a las distracciones sociales que encontró en la ciudad.
En 1962, se inscribió en el programa de derecho de la Universidad de Provenza, obteniendo su maestría Derecho Público en 1968. Para entonces, Camboya atravesaba una difícil situación luego de la sublevación de los Jemeres Rojos en 1967 que había desatado la guerra civil camboyana entre el Gobierno Real y la guerrilla comunista. Tras calificar en los exámenes para un doctorado, Ranariddh regresó a Camboya en enero de 1970, trabajando en la secretaría del Ministerio del Interior. Dos meses después, el 18 de marzo, en el marco de la guerra civil, el Primer ministro del Gobierno Real, Lon Nol, perpetuó un golpe de Estado y proclamó la República Jemer, expulsando a la monarquía. Tras el golpe, Ranariddh y su familia debieron huir a las selvas de Camboya, donde sirvieron de ayuda a los rebeldes comunistas. En 1971, Ranariddh fue capturado, junto con varios miembros de la familia real, y fueron llevados a la cárcel durante seis meses antes de ser liberados. Fue detenido de nuevo al año siguiente, y pasó tres meses más en prisión. En 1973, Ranariddh regresó a la Universidad de Provenza, donde completó su doctorado en 1975, el mismo año de la victoria de los Jemeres Rojos y el establecimiento del régimen totalitario de la Kampuchea Democrática. Entre 1976 y 1979, trabajó como investigador en el CNRS, y fue galardonado con un diploma de estudios superiores en transporte aéreo. En 1979, Ranariddh regresó a la Universidad de Provenza como un profesor asociado, realizando cursos de sociología y derecho constitucional.

## Carrera política temprana
En 1981, cuando Sihanouk fundó el Frente Unido Nacional para una Camboya Independiente, Neutral, Pacífica y Cooperativa (Funcinpec) para defenderse luego de la invasión del país por parte de Vietnam en 1979 y la instauración de la República Popular de Kampuchea, Ranariddh se negó a unirse al partido, alegando que no quería asociarse con una organización aliada de los Jemeres Rojos. Tras la disolución del "Gobierno de Coalición de Kampuchea Democrática", en junio de 1983, Sihanouk preguntó nuevamente a Ranariddh si quería unirse al partido, y esta vez el príncipe aceptó. Ranariddh fue designado como representante personal de Sihanouk, y se trasladó a Bangkok, Tailandia, desde donde se encargó de la política exterior del partido en Asia. En marzo de 1985, Ranariddh fue nombrado inspector general de la Armada Nacional Sihanoukista (ANS), el brazo armado del Funcinpec, y en enero de 1986, se convirtió en comandante en jefe de dicho brazo armado.
Ranariddh se convirtió en secretario general del Funcinpec en agosto de 1989, tras la dimisión de Sihanouk. El 10 de septiembre de 1990, Ranariddh se unió al Consejo Nacional Supremo de Camboya (SNC), un órgano administrativo de las Naciones Unidas sobre la soberanía de Camboya. Ranariddh fue uno de los firmantes de los Acuerdos de París que condujeron al fin del régimen comunista y la paz tras casi tres décadas de conflicto ininterrumpido. Fue elegido Presidente del Funcinpec en 1992.

## Campaña electoral de 1993

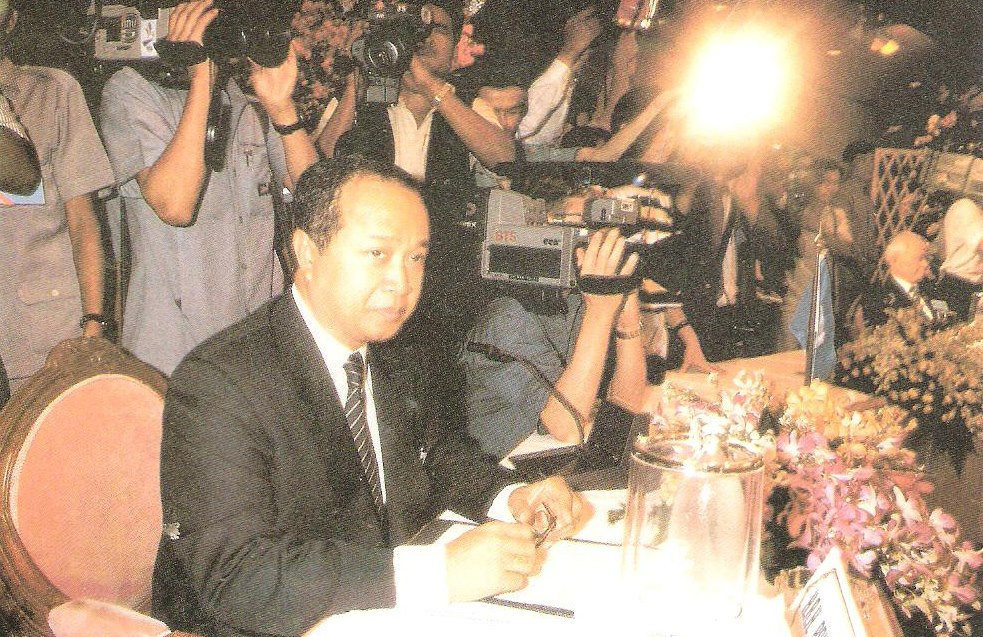
Ranariddh en una conferencia de prensa durante su campaña electoral a principios de 1993.

En febrero de 1992 las Naciones Unidas intervinieron directamente en Camboya, estableciendo la APRONUC (Autoridad Provisional de las Naciones Unidas en Camboya), cuyo objetivo era restaurar la soberanía camboyana sobre todo el territorio bajo un mismo gobierno democrático. Luego de la intervención, Ranariddh fue elegido miembro del consejo de dicha Autoridad Provisional. Durante este período, pasó su tiempo viajando desde Bangkok a Nom Pen. Ranariddh se esforzó por establecer una sede del partido en la capital del país. Al mismo tiempo, el Funcinpec comenzó a criticar al partido gobernante, que se cambió el nombre a Partido Popular de Camboya (CPP) bajo el liderazgo de Hun Sen, hasta entonces Presidente del Consejo de Ministros, y se registró como un partido de centro moderado para las elecciones. El CPP, aún nominalmente en el gobierno y con el apoyo de amplios grupos de las fuerzas de seguridad, tomó represalias contra el Funcinpec bajo ataques violentos, generalmente contra funcionarios menores del partido, por parte de la policía. Los ataques provocaron que familiares y amigos cercanos de Ranariddh, Norodom Sirivudh y Sam Rainsy, intentaran disuadirlo de presentarse a las elecciones venideras. Sin embargo, Yasushi Akashi, jefe de la APRONUC, convenció a Ranariddh de presentarse, asegurando que bajo la intervención de las Naciones Unidas, el proceso electoral sería libre y justo. Persuadido por Akashi, Ranariddh registró el partido y la campaña electoral comenzó en abril de 1993. Los miembros del Funcinpec resaltaron la imagen de Ranariddh, debido a una regla electoral que establecía la prohibición utilizar la imagen de Sihanouk (que al convertirse en Rey de Camboya, debía tener una posición neutral de jefe de Estado). La votación tuvo lugar entre el 23 y el 28 de mayo. El Funcinpec obtuvo un 45% de los votos válidos, siendo una estrecha victoria frente al CPP, y ganó 58 de los 120 escaños de la Asamblea Nacional. El CPP obtuvo 51 escaños, y el Partido Liberal Democrático Budista, liderado por Son Sann, que ya había sido Primer ministro antes del estallido de la guerra civil camboyana, obtuvo 10 escaños. Un cuarto partido, Moulinaka, obtuvo el escaño restante. Esto resultó ser un problema, debido a que se necesitaba una mayoría absoluta de tres tercios (más de 82 escaños) para elegir un Primer ministro, y el Funcinpec ni siquiera contaba con mayoría absoluta (más de 61 escaños).
El CPP rechazó el resultado y alegó fraude electoral cometido por la APROUNC con el objetivo declarado de que el partido de Hun Sen no ganase. El 3 de junio de 1993, las dos cabezas del CPP, Hun Sen y Chea Sim, se reunieron con Sihanouk y lo persuadieron de dirigir un gobierno interino con el CPP y el Funcinpec como socios de la coalición, al menos hasta que la situación se normalizase. Esa misma noche, Sihanouk anunció la formación del gobierno interino en la radio nacional. Ranariddh expresó su sorpresa, pues no había sido consultado. Al mismo tiempo, los Estados Unidos y la República Popular China, importantes aliados económicos del país, declararon su oposición al plan, lo que llevó a Sihanouk a rescindir su anuncio al día siguiente. El 10 de junio, los gobernadores regionales del CPP, encabezados por Sin Song y Chakrapong, amenazaron con separar las ocho provincias orientales gobernadas por el CPP del resto del país. Ranariddh temía una guerra civil con el CPP, que contaba con más apoyos en el ejército que el Funcinpec. En consecuencia, debió tolerar la idea de que el Funcinpec trabajara con el CPP en un gobierno de coalición. Ambas partes acordaron un arreglo de "dos primeros ministros" (aunque en la práctica el segundo actuaría como "Viceprimerministro"), para el nuevo gobierno. El 14 de junio, Ranariddh fue nombrado Primer ministro de Camboya, mientras que Hun Sen asumió el cargo de "Segundo Primer ministro". El 24 de septiembre, Sihanouk dimitió como jefe de Estado y fue reinstaurado como Rey de Camboya, renunciando a sus últimos poderes ejecutivos para crear una monarquía parlamentaria.

## Gobierno

### Cooperación con el CPP
Benny Widyono, representante del secretario general de la ONU en Camboya entre 1994 y 1997, informó que aunque teóricamente Ranariddh era superior a Hun Sen, tenía menos poder ejecutivo. Ranariddh veía inicialmente a Hun Sen con recelo, pero la pareja pronto desarrolló una estrecha relación de trabajo, y hasta 1996 estuvieron de acuerdo en la mayoría de las decisiones políticas. Ya durante el gobierno interino de 1993 se pusieron de acuerdo en que Camboya ingresara a la Organización Internacional de la Francofonía. La decisión de entrar en dicha organización suscitó el debate entre los estudiantes de los institutos de educación superior, particularmente los del Instituto de Tecnología de Camboya, que pidieron que el francés fuera reemplazado por el inglés como lengua de instrucción. En respuesta, Ranariddh animó a los estudiantes a aprender simultáneamente inglés y francés.

### Política económica
En agosto de 1995, Ranariddh expresó su admiración por los sistemas políticos y económicos de Singapur, Malasia e Indonesia. Según él, estos países, caracterizados por regímenes híbridos, intervencionismo económico activo y limitada libertad de prensa, servirían como buenos modelos para impulsar el crecimiento socioeconómico de Camboya. Ranariddh defendió la opinión de que el desarrollo económico debería tener prioridad sobre los derechos democráticos y los derechos humanos. En los primeros meses de la administración, recitó activamente a líderes políticos de varios países de la región, entre ellos Indonesia, Singapur, y Malasia, con el objetivo de aumentar la inversión en Camboya. A principios de 1994, Ranariddh fundó el Consejo de Desarrollo de Camboya (CDC), para alentar la inversión extranjera, y sirvió como su presidente. El Primer ministro de Malasia, Mahathir Mohamad, apoyó los planes de Ranariddh y alentó a los empresarios malayos a invertir y ayudar en el desarrollo de las industrias de turismo, desarrollo de infraestructuras y telecomunicaciones en Camboya.
Como presidente del CDC, Ranariddh dio su aprobación a al menos 17 contratos empresariales presentados por empresarios malayos entre agosto de 1994 y enero de 1995. Los proyectos cubrieron principalmente el desarrollo de infraestructuras e incluyeron la construcción de una pista de carreras, centrales eléctricas y gasolineras. En noviembre de 1994, el CDC abrió una licitación para construir un casino cerca de Sihanoukville y las propuestas presentadas por tres compañías fueron preseleccionadas; Ariston Berhad de Malasia, Unicentral Corporation de Singapur y Hyatt Internacional de los Estados Unidos. La propuesta de Ariston fue valorada en 1.3 mil millones de US$, e incluyó traer un crucero de lujo con casino a Camboya, para ser utilizado para acomodar a turistas hasta que el complejo de Sihanoukville fuera construido. Antes de concluir la licitación, el barco de Ariston fue llevado a Nom Pen a principios de diciembre. El Ministro de Turismo, Veng Sereyvuth, sospechaba que había actividades de negociación entre el CDC y Ariston, que sin embargo se adjudicaron el contrato, el cual fue firmado por Ranariddh en enero de 1995.
En 1992, la administración de la APRONUC había prohibido la tala de bosques y las exportaciones de madera, una importante industria y fuente de ingresos extranjeros. En octubre de 1993, Ranariddh emitió una orden para levantar la prohibición temporalmente para permitir que los árboles que ya estaban talados fueran exportados para hacer madera. En ese momento, la guerrilla de los Jemeres Rojos seguía activa y controlaba grandes extensiones de bosques en las regiones de Camboya Occidental y la frontera septentrional con Tailandia, y ayudó a financiar sus operaciones mediante la venta de madera a las empresas forestales de Tailandia. El Gobierno Real de Camboya no pudo imponer su voluntad sobre el territorio de los Jemeres Rojos, y ansiaba obtener beneficios del mercado de la exportación forestal. En enero de 1994, Ranariddh y Hun Sen firmaron un acuerdo bilateral con el primer ministro tailandés, Chuan Leekpai. El acuerdo estipulaba que los árboles talados debían exportarse legalmente a Tailandia hasta el 31 de marzo de 1994. El acuerdo también prevé la creación de zonas aduaneras especialmente designadas en el territorio tailandés, lo que permitió a los funcionarios camboyanos inspeccionar los troncos y confiscar las exportaciones ilegales.
La prohibición de explotación forestal entró en vigor nuevamente el 31 de marzo de 1994, pero los árboles continuaron siendo talados y se creó una nueva reserva de madera. Ranariddh y Hun Sen dieron una autorización especial para que la madera se exportara a Corea del Norte. Proseguirían esta práctica de levantar periódicamente las prohibiciones a la exportación y otorgar autorizaciones especiales para liquidar las existencias de madera hasta la caída de Ranariddh en 1997. Según el geógrafo canadiense Philippe Le Billon, Ranariddh y Hun Sen recibieron apoyo tácito de las actividades continuas de tala de los Jemeres Rojos, ya que les proporcionó una lucrativa fuente de ingresos en efectivo para financiar sus propias actividades políticas. Durante la administración de Ranariddh, empresas malayas (Samling Berhad) e inondesias (Macro-Panin) obtuvieron derechos para registrar 805.000 de hectáreas y 1,4 millones de hectáreas de bosques, respectivamente.

### Controversias y escándalos de corrupción
En octubre de 1994, Ranariddh y Hun Sen despidieron a Sam Rainsy como Ministro de Finanzas durante una reorganización del gabinete. Ambos estuvieron de acuerdo tanto en su primer nombramiento como en su posterior destitución, y se cree que esto se debe a que los negocios de ambos se veían afectados por la lucha librada por Rainsy contra la corrupción y sus acusaciones contra le gobierno. El despido de Rainsy molestó a Norodom Sirivudh, quien renunció como Ministro de Relaciones Exteriores al mes siguiente. En marzo de 1995, durante un foro académico sobre la corrupción en Camboya, Rainsy cuestionó públicamente la aceptación de Ranariddh de un avión Fokker 28 y una comisión de 108 millones de dólares de Ariston Berhad. Esto enfureció a Ranariddh, quien lo expulsó del Funcinpec en mayo, y posteriormente presentó una moción parlamentaria para removerlo de su escaño.

### Divisiones dentro del gobierno

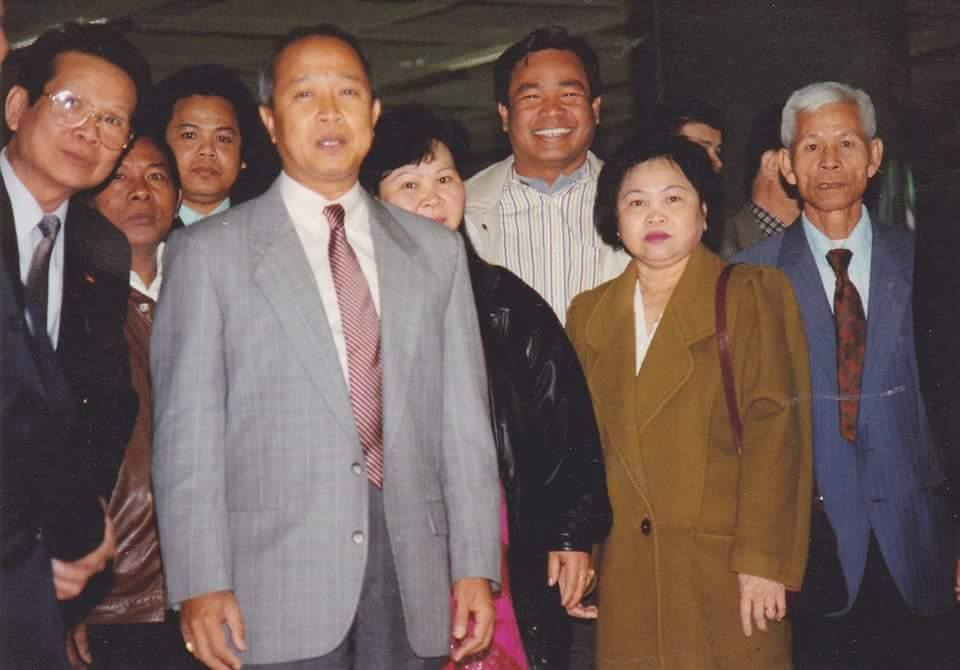
Ranariddh con una delegación real a mediados de la década de 1990.

A partir de enero de 1996, las relaciones entre Ranariddh y Hun Sen comenzaron a mostrar signos de tensión. Hun Sen presentó una circular gubernamental para restablecer el 7 de enero como una fiesta nacional, el aniversario de la liberación de Nom Pen del régimen dictatorial de la Kampuchea Democrática (los Jemeres Rojos) por parte de las fuerzas vietnamitas. Ranariddh agregó su firma a la circular, lo que incurrió en la ira de Sihanouk y varios líderes de Funcinpec. Unos días más tarde, al parecer para bajar el tono de la insatisfacción de los miembros del partido, Ranariddh acusó públicamente al Ejército de Vietnam de haber invadido Camboya. Aparentemente, Ranariddh intentó poner a prueba la respuesta de Hun Sen a sus acusaciones, lo cual habría socavado profundamente su popularidad debido al generalizado sentimiento anti-vietnamita de la población. Hun Sen no dio su opinión sobre estas acusaciones, ante las cuales decidió permanecer en silencio. Durante una reunión secreta del Funcinpec ese mismo mes, miembros del partido mostraron su preocupación por la concentración de poderes de Hun Sen ante el debilitamiento progresivo del partido del gobierno.
Hacia febrero de 1996, Ranariddh expresó su preocupación por los repetidos retrasos en la construcción del complejo resort-con-casino en Sihanoukville, por el que había firmado un contrato con Ariston en enero del año anterior. Ariston culpó a la falta de una autoridad gubernamental en Sihanoukville por el retraso. A finales de abril de 1996, el gobierno formó la Autoridad de Desarrollo de Sihanoukville (SDA) para supervisar los asuntos regulatorios y facilitar el desarrollo. En una conferencia en mayo de 1996, Ranariddh acusó a los ministerios controlados por el CPP de retrasar deliberadamente los trámites necesarios para completar la aprobación del proyecto de Ariston. Según Tioulong Saumura, ex vicegobernadora del Banco Central de Camboya (y esposa de Sam Rainsy), los retrasos fueron parte de un plan trazado por Hun Sen para retrasar los proyectos de Ranariddh y "desangrar" lentamente su gobierno.
En un aparente acto de venganza, Ranariddh ordenó a su Ministro del Interior, You Hockry, cerrar todos los casinos del país, alegando incumplimiento de los registros. Ranariddh también propuso la cancelación de los contratos de Ariston debido a los retrasos, pero Hun Sen prometió a Mahathir que los acuerdos firmados se respetarían, siendo uno de los primeros desafíos directos del "Segundo Primer ministro" a la autoridad de Ranariddh.
En un congreso de Funcinpec en marzo de 1996, Ranariddh expresó su infelicidad por su relación con Hun Sen y el CPP. Comparó su posición de primer ministro, y los de los ministros del Fucinpec, con "títeres". También cuestionó al CPP por los retrasos en el nombramiento de funcionarios locales del Funcinpec como jefes de distrito. Ranariddh amenazó con disolver la Asamblea Nacional antes de finales de 1996, si las preocupaciones del Funcinpec permanecían sin resolver. Varios miembros del FUNCINPEC, incluyendo Loy Sim Chheang y Ahmad Yahya, pidieron a Ranariddh que se conciliara con Sam Rainsy y trabajara con el recién formado Partido de la Nación Jemer (KNP) en las siguientes elecciones generales. El 27 de abril, Ranariddh, mientras estaba de vacaciones en París, asistió a una reunión con Sihanouk, Rainsy, Chakrapong y Sirivudh. Unos días más tarde, Sihanouk emitió una declaración alabando a Hun Sen y al CPP, al mismo tiempo que afirmaba que el Funcinpec no tenía ninguna intención de abandonar el gobierno de coalición. Esta declaración, poco exitosa, fue un intento vano de volver a equilibrar las relaciones entre Hun Sen y Ranariddh, al menos hasta el final de la legislatura. Hun Sen rechazó las propuestas conciliatorias del rey y respondió publicando varias cartas públicas atacando a Sihanouk, Ranariddh y al Funcinpec. En una reunión del partido del CPP el 29 de junio de 1996, Hun Sen se burló de Ranariddh por no cumplir sus amenazas de dejar el gobierno de coalición y lo llamó "Perro Real". Al mismo tiempo, Hun Sen instó a los gobernadores provinciales del CPP a no asistir a los discursos de Ranariddh.

### Escalada del conflicto

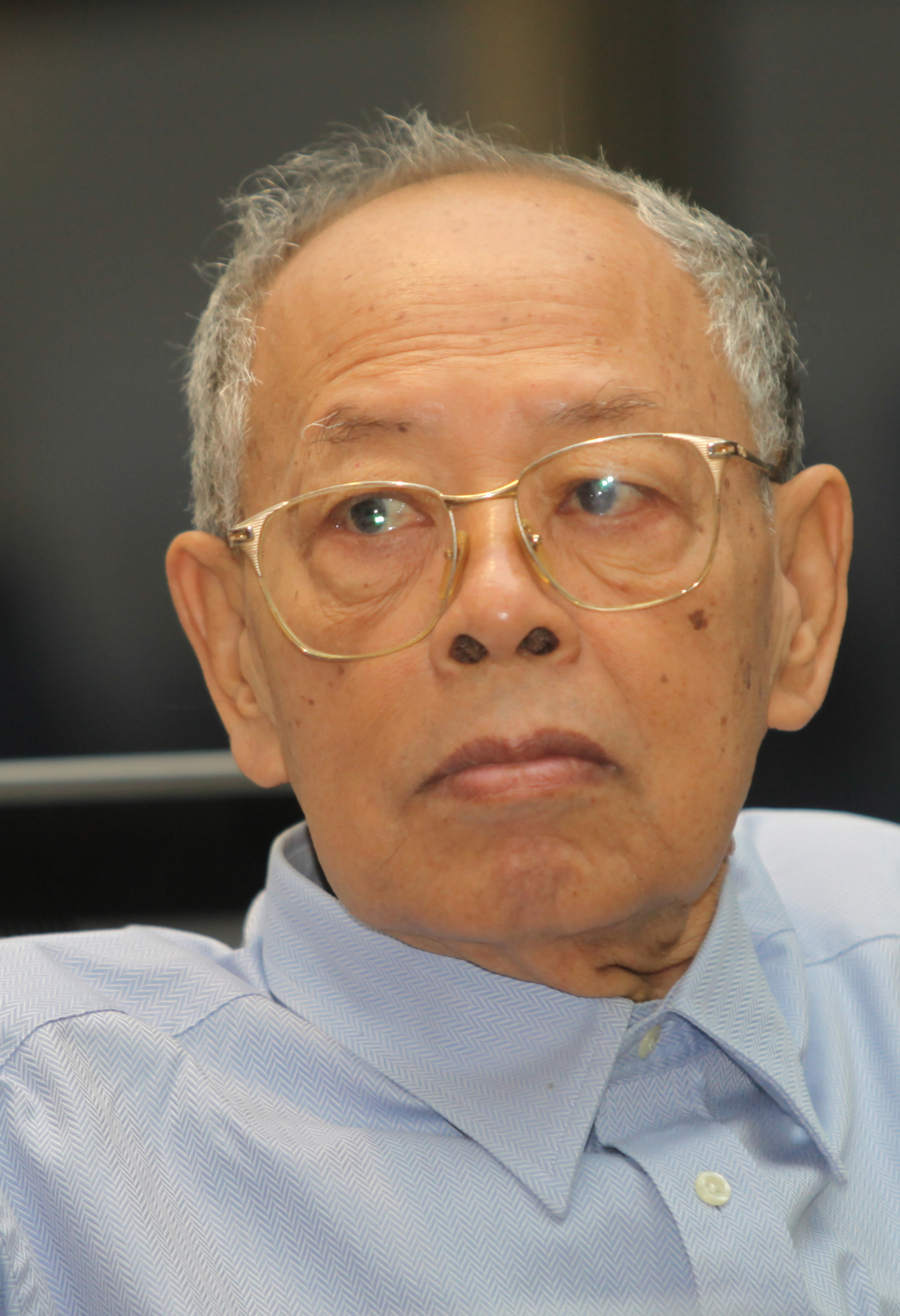
Ieng Sary, cabecilla de los Jemeres Rojos.

Los choques empezaron a tornarse violentos durante la segunda mitad del año 1996. En agosto, los líderes de los Jemeres Rojos, Pol Pot e Ieng Sary se separaron públicamente, con el primero denunciando a este último en una emisión de radio. Ieng Sary respondió disociándose de los Jemeres Rojos y pasó a formar su propio partido político, el Movimiento Unión Nacional Demócrata. Por un breve momento, Hun Sen y Ranariddh dejaron de lado sus diferencias con el fin de obtener conjuntamente un indulto real para Ieng Sary, que había sido condenado a muerte por el régimen de la República Popular de Kampuchea en 1979. Sin embargo, rápidamente comenzaron a competir entre octubre y diciembre para ganarse el apoyo del exlíder comunista. Hun Sen ganó la ventaja cuando anunció al final de su visita que había logrado convencer a los soldados Jemeres Rojos bajo el cargo de Ieng Sary de unirse al CPP. Ranariddh intentó confirmar esto realizando una visita a Ieng Sary en su casa en Samlout, provincia de Pailín (donde los Jemeres Rojos todavía controlaban territorio) pero poco antes de realizar ese viaje los soldados de los Jemeres Rojos amenazaron con derribar el helicóptero de Ranariddh si él iba allí, lo que llevó al Primer ministro a cancelar su visita.
En septiembre de 1996, Ariston Berhad firmó tres acuerdos con un ministro del CPP, Sok An, sin el conocimiento de Ranariddh ni el de otros ministros del Funcinpec. Los acuerdos previeron el arrendamiento de terrenos a Ariston para desarrollar un campo de golf, un centro vacacional y un aeropuerto en Sihanoukville. Estas acciones enojaron a Ranariddh, quien en una carta de febrero de 1997 al presidente de Ariston, Chen Lip Keong, declaró nulos los acuerdos. Posteriormente, Ariston afirmó que había intentado sin éxito ponerse en contacto con funcionarios de Funcinpec, con miras a lograr que firmaran conjuntamente los acuerdos. Hun Sen se ofendió con las acciones de Ranariddh, y escribió a Mahatir en abril de 1997 para asegurarle la absoluta validez de los acuerdos.
Ranariddh forjó una coalición política llevando al Funcinpec a trabajar junto con el KNP de Rainsy, el Partido Liberal Democrático Budista y el Partido Neutral Jemer. El 27 de enero de 1997, los partidos políticos formalizaron la alianza, conocida como "Frente Unido Nacional" (NUF). Ranariddh fue nominado como presidente del NUF, y declaró su intención de dirigir la alianza contra el CPP, en las elecciones generales programadas para celebrarse en 1998. El CPP emitió una declaración condenando la formación del NUF, y formó una coalición rival formada por partidos políticos ideológicamente alineados con la antigua República Jemer.
Parlelamente, Ranariddh intensificó sus ataques contra Hun Sen, acusándolo de albergar planes para restaurar el régimen comunista si el CPP ganara las próximas elecciones generales. Al mismo tiempo, Ranariddh trató de persuadir a los líderes moderados de los Jemeres Rojos, incluidos Khieu Samphan y Tep Kunnal, a unirse al NUF. Khieu Samphan aceptó las propuestas de Ranariddh y el 21 de mayo de 1997 anunció que su partido, el Partido Nacional de la Solidaridad Jemer (KNSP) apoyaría al NUF. Ranariddh dio la bienvenida al anuncio de Samphan, y el 4 de junio, ambos líderes firmaron un comunicado en el que se prometían apoyo mutuo. Cinco días más tarde, los funcionarios de aduanas de Sihanoukville descubrieron un cargamento de tres toneladas de lanzacohetes, rifles de asalto y pistolas de mano, etiquetadas como "repuestos" y enviados a Ranariddh. Los lanzadores de cohetes fueron capturados por oficiales de la Fuerza Aérea de Camboya alineados con el CPP, mientras que a los oficiales de las Fuerzas Armadas Camboyanas (RCAF) alineadas con el Funcinpec, se les permitió quedarse con las armas ligeras. A mediados de junio, la radio de los Jemeres Rojos, controlado por Khieu Samphan, emitió un discurso elogiando la alianza KNSP-NUF y llamando a una lucha armada contra Hun Sen, destruyendo toda esperanza de reconciliación.

### El Golpe del 97

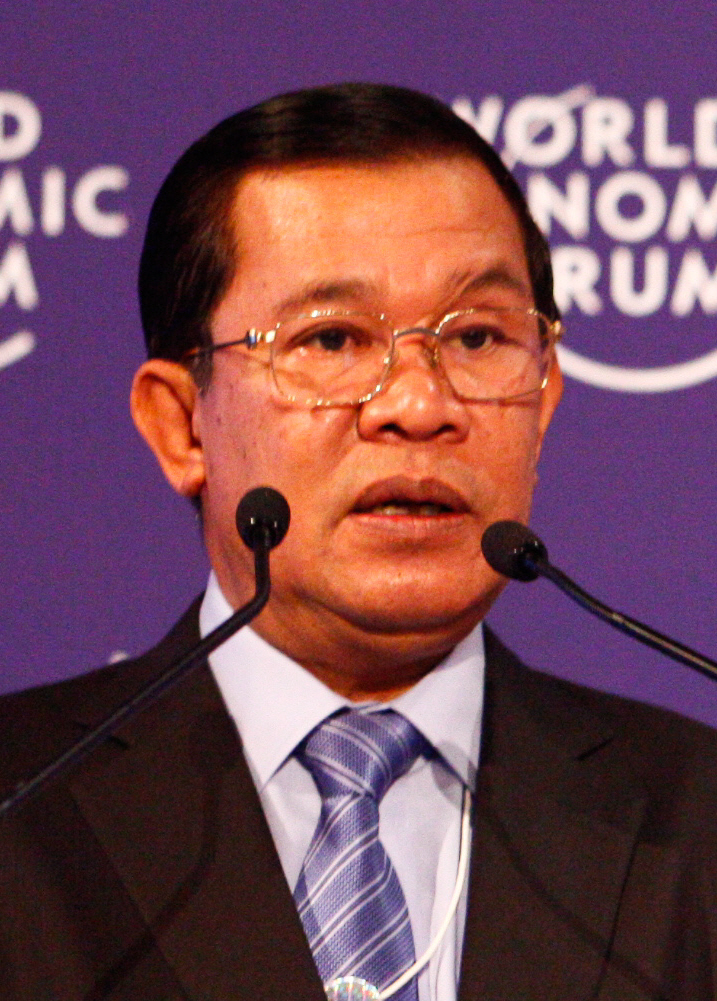
Hun Sen, el "Segundo Primer ministro".

La respuesta de Hun Sen al llamado de Khieu Samphan a la lucha armada fue dar un ultimátum a Ranariddh el 21 de junio, exigiéndole que escogiera entre unirse a los Jemeres Rojos y destruir el gobierno de coalición, o mantenerlo y romper todo lazo con la facción de Samphan. Once días más tarde, el 2 de julio Hun Sen anunció que rompía relaciones con Ranariddh, provocando una crisis constitucional por la ruptura de la coalición. Al día siguiente, mientras viajaba a Nom Pen, Ranariddh se encontró con tropas alineadas con el CPP. Estas tropas persuadieron a los guardaespaldas de Ranariddh para que entregaran sus armas, lo que provocó que Ranariddh (sin renunciar o que el orden constitucional se viera interrumpido) abandonara Camboya al día siguiente. El 5 de julio, estallaron los combates entre las tropas de la ARC alineadas por separado con CPP y FUNCINPEC, después de que los generales alineados por CPP trataron sin éxito de persuadir a las tropas alineadas con el Funcinpec de entregar pacíficamente las armas.
Las tropas dirigidas por el general Ke Kim Yan, del CPP, rodearon una guarnición militar perteneciente a Bun Chhay Nhek en la provincia de Kompung Speu. Ke Kim Yan intentó convencer Bun Chhay Nhek de disolver su guarnición, pero fracasó. Al mismo tiempo, la policía militar se alineó con el CPP y exigió a las milicas del Funcinpec, lideradas por Chao Sambath, que entregaran las armas. Nhek Bun Chhay respondió ordenando a las tropas del Funcinpec defenderse del avance del CPP y la policía militar, y detener el intento por parte de las fuerzas golpistas de tomar el Aeropuerto Internacional de Nom Pen, donde se encontraban en ese momento la mayoría de las tropas partidarias del Funcinpec. Al día siguiente, el 6 de julio, Hun Sen regresó de sus vacaciones en Vung Tau, y desplegó sus unidades de escolta a las fuerzas regulares que luchaban tropas del Funcinpec. Las fuerzas del Funcinpec sufrieron muchas bajas y acabaron teniendo que retirarse, huyendo a la provincia de Oddar Mean Chey.
Los enfrentamientos continuaron durante todo junio. Durante dicho mes, Ranariddh seguía siendo nominalmente Primer ministro, a pesar de encontrarse casi del todo depuesto. La derrota de las tropas alineadas por Funcinpec en los enfrentamientos militares del 6 de julio, habían logrado la efectiva expulsión de Ranariddh. El 9 de julio, el Ministerio de Relaciones Exteriores de Camboya emitió un comunicado en el que etiquetó a Ranariddh como un "criminal" y un "traidor", además de acusarlo de conspirar con los Jemeres Rojos para desestabilizar al gobierno. Ranariddh viajó inicialmente a Filipinas, y luego a Singapur y a Indonesia, donde se reunió con los líderes Fidel Ramos, Goh Chok Tong, y Suharto, pidiéndoles ayuda para sofocar la rebelión, sin éxito. Durante su ausencia, el 16 de julio, los diputados del Funcinpec nominaron al Ministro de Relaciones Exteriores y Cooperación Internacional, Ung Huot, como Primer ministro para reemplazar a Ranariddh, considerándolo en "abandono del cargo". El 6 de agosto, Ranariddh fue formalmente destituido, y Ung Huot asumió el cargo en su lugar.

## Exilio y retorno

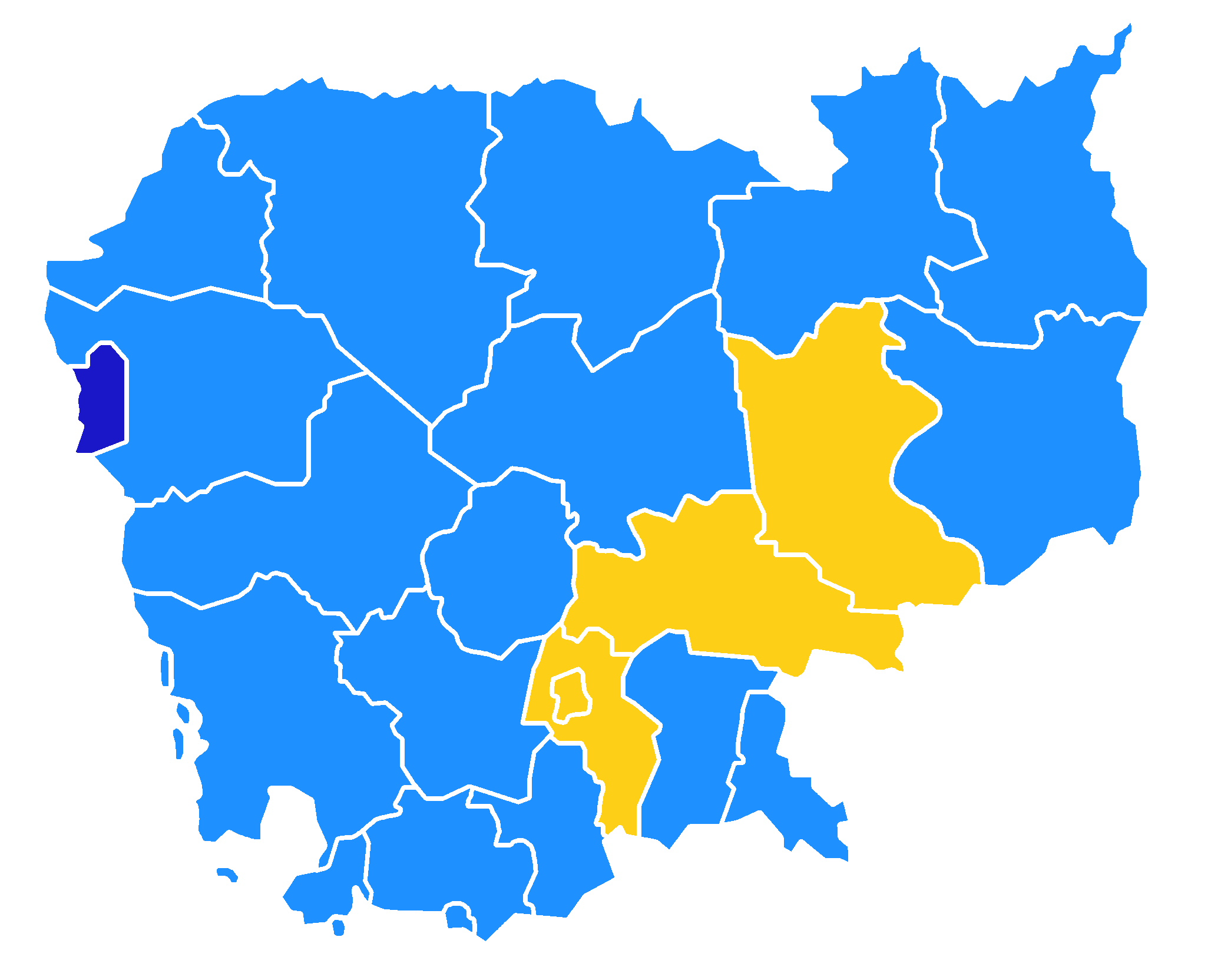
Mapa del resultado de las elecciones de 1998, en las que triunfó el CPP (celeste). En amarillo las provincias ganadas por el Funcinpec y en azul por el KNP.

Pocos días después, Sihanouk expresó su desdicha por los enfrentamientos y amenazó con abdicar del trono y asumir el cargo de Primer ministro. Sihanouk también afirmó que la expulsión de Ranariddh era inconstitucional, e inicialmente se negó a respaldar el nombramiento de Ung Huot, pero posteriormente se convenció de hacerlo luego de que el nuevo jefe de Gobierno fuera apoyado por la Asociación de Naciones del Sudeste Asiático (ASEAN). En septiembre, el Secretario General de las Naciones Unidas, Kofi Annan, se reunió por separado con Ranariddh y Hun Sen, para mediar el regreso de los políticos del Funcinpec a Camboya y la preparación para las elecciones generales de 1998. La ONU propuso que sus representantes supervisaran las elecciones, a lo que tanto Ranariddh como Hun Sen estuvieron de acuerdo, temiendo que ambas partes pudieran cometer fraude, pero Hun Sen insistió en que Ranariddh estuviera preparado para enfrentar cargos judiciales, a lo que Ranariddh respondió con una amenaza de boicotear las elecciones.
En O Smach, las tropas alineadas con el Funcinpec lucharon junto con las fuerzas de los Jemeres Rojos contra las tropas alineadas por el CPP hasta febrero de 1998, cuando un alto al fuego promovido por Japón entró en vigor. En marzo de 1998, Ranariddh fue condenado in absentia por un tribunal militar por un contrabando de municiones ocurrido en mayo de 1997, y por la supuesta connivencia con los Jemeres Rojos para causar inestabilidad en el país. Fue condenado a treinta y cinco años de prisión, pero toda la condena fue anulada por un indulto real de Sihanouk.
En marzo de 1998, Ranariddh retornó a Camboya para dirigir la campaña del Funcinpec en las elecciones generales de 1998. Su campaña se centró en la retórica anti-vietnamita y los sentimientos pro-monárquicos. El Funcinpec se enfrentó a numerosos obstáculos, entre ellos la falta de acceso a los canales de televisión y de radio que habían quedado bajo el control exclusivo de CPP tras los enfrentamientos de 1997 y las dificultades de sus partidarios para llegar a las manifestaciones del partido. La elección se realizó el 26 de julio, siendo una amplia victoria para el CPP, que obtuvo el 41% de los votos y 64 escaños de 122. El Funcinpec recibió el 31% de los votos y 43 escaños. El KNP obtuvo los 15 escaños restantes. Tanto Ranariddh como Rainsy protestaron en contra de los resultados de las elecciones, alegando que el gobierno liderado por el CPP había intimidado a los votantes y había manipulado las urnas. Presentaron peticiones ante la Comisión Electoral Nacional (NEC) y la Corte Constitucional; cuando éstas fueron rechazadas en agosto de 1998, Ranariddh y Rainsy organizaron protestas en las calles para exigir que Hun Sen abandonara su cargo.
El gobierno saliente de Ung Huot respondió el 7 de septiembre de 1998, prohibiendo protestas callejeras y agrediendo a los participantes. En este punto intervino Sihanouk, y organizó una reunión cumbre el 24 de septiembre en Siem Reap. Convocó a Hun Sen, Ranariddh y Rainsy para realizar las discusiones encaminadas a poner fin al impasse político. El día de la cumbre, Un cohete B40 fue disparado desde un lanzador de cohetes RPG-2 en dirección a la caravana de Hun Sen, que viajaba en ruta a Siem Reap. El cohete perdió la caravana, y Hun Sen escapó ileso. La policía acusó a los líderes del Funcinpec y el KNP de planear el ataque, con Rainsy como su cabecilla. Tanto Rainsy como Ranariddh negaron tener relación con lo ocurrido, pero Ranariddh huyó a Bangkok al día siguiente, por temor a la represión gubernamental a sus partidarios.

## Presidente de la Asamblea Nacional: 1998-2006

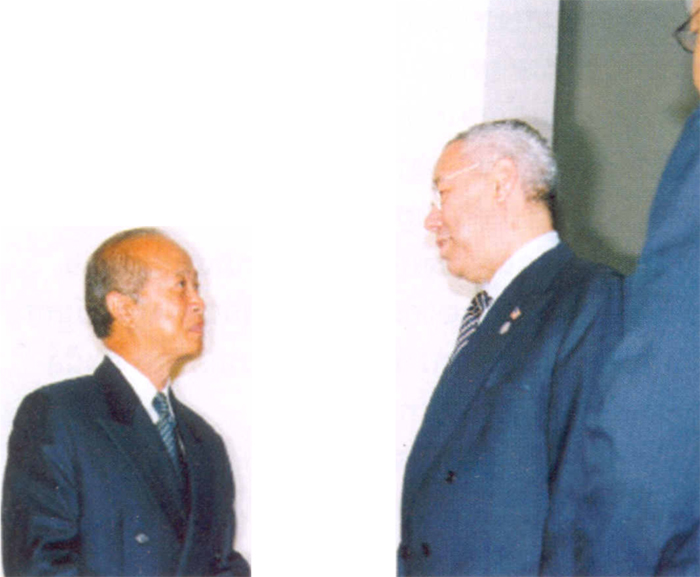
Ranariddh junto a Colin Powell, entonces Secretario de Estado de los Estados Unidos, en 2003.

Después de la salida de Ranariddh, Sihanouk le instó a regresar con el propósito de unirse al CPP en un gobierno de coalición, considerando que Funcinpec se enfrentaba a la perspectiva de colapsar si Ranariddh se negaba. Ranariddh regresó a Camboya el 12 de noviembre de 1998 a asistir a una reunión organizada por Sihanouk, en la que Ranariddh negoció con Hun Sen y Chea Sim sobre la estructura de un nuevo gobierno. Se llegó a un acuerdo en virtud del cual el Funcinpec recibiría la presidencia de la Asamblea Nacional junto con varios cargos de gabinete de nivel bajo y medio a cambio de su apoyo a la creación de un Senado indirectamente elegido. El 25 de noviembre de 1998, Ranariddh fue nombrado Presidente de la Asamblea Nacional. Según Mehta, La creación del Senado fue para proporcionar una plataforma alternativa para aprobar la legislación en el caso de que Ranariddh ejerciera su influencia como Presidente de la Asamblea Nacional para bloquearla.
Después de su nombramiento, Ranariddh trabajó con Hun Sen para reintegrar a las tropas alineadas con el Funcinpec a las Fuerzas Armadas Reales (RCAF). También participó en los esfuerzos para fomentar mejores relaciones con Vietnam, y se puso en contacto con el presidente de la Asamblea Nacional vietnamita Nông Đức Mạnh para desarrollar las iniciativas de amistad y cooperación. sto llevó a varias visitas mutuas entre los líderes políticos camboyanos y vietnamitas, entre 1999 y 2000, pero las relaciones entre Camboya y Vietnam se deterioraron a partir de septiembre de 2000 en medio de nuevos enfrentamientos fronterizos. Ranariddh dirigió el Funcinpec hacia el acercamiento político con el CPP, y activamente desanimó a los ministros de su partido y a los parlamentarios de criticar a sus contrapartes del CPP. Durante el congreso del partido en marzo de 2001, Ranariddh declaró al CPP un "socio eterno" del Funcinpec.
Ya en 1999, una minoría considerable de los políticos de Funcinpec estaban descontentos con el liderazgo de Ranariddh, cuando comenzaron a circular rumores de que había aceptado sobornos del CPP. En febrero de 2002, el Funcinpec tuvo un desempeño pobre en las elecciones comunales, las primeras elecciones municipales directas en la historia de Camboya, ganando 10 de 1.600 concejales comunales. Como resultado de este fracaso, las fricciones dentro del partido aumentaron.
En marzo de 2002, el Comandante en Jefe de la RCAF, Khan Savoeun, acusó a Hockry, el co-ministro del Interior, de corrupción y nepotismo, actos que Savoeun afirmaba que habían enajenado a los votantes. Cuando Ranariddh expresó su apoyo a Savoeun en mayo, Hockry renunció. Casi al mismo tiempo, Se formaron dos nuevos partidos políticos, escindidos del Funcinpec: el Partido del Alma Jemer, dirigido por Norodom Chakrapong, y el Partido Democrático Hang Dara, dirigido por Hang Dara. Ambos partidos atrajeron a varios votantes del Funcinpec, lo que provocó el temor de Ranariddh de que su partido se viera nuevamente derrotado.
En efecto, en las elecciones de 2003, el Funcinpec quedó tercero, recibiendo poco más del 20% de los votos y 26 de los 120 escaños. Esto marcó una caída de 11 puntos porcentuales para el partido en el voto popular en comparación con los resultados de 1998. Tanto Ranariddh como Sam Rainsy, cuyo partido SRP también había participado en las elecciones quedando segundo, expresaron su descontento con el resultado de las elecciones y alegaron que CPP ganó a través del fraude y la intimidación de los votantes. También se negaron a apoyar a un gobierno dirigido por el CPP, que necesitaba el apoyo conjunto de más diputados del Funcinpec o el SRP para alcanzar la mayoría de dos tercios en la formación de un nuevo gobierno. Posteriormente, en agosto de 2003, Ranariddh y Rainsy formaron una nueva alianza política, la "Alianza de Demócratas" (AD), y juntos hicieron presión sobre el CPP para formar un gobierno tripartito compuesto por el CPP, el Funcinpec y el SRP. Al mismo tiempo, exigieron que el Primer ministro electo no fuera Hun Sen, y exigieron la renuncia de la Comisión Electoral Central, bajo la alegatoria de que respondía al gobierno. Hun Sen rechazó sus demandas, trayendo varios meses de estancamiento político.
Finalmente, en marzo de 2004, Ranariddh aceptó negociar con Hun Sen y renunció a sus demandas, permitiendo la reelección del jefe de Gobierno y la continuación de la Comisión Electoral Central. También convenció a al menos un líder del SRP, Ou Bun Long, de unirse al nuevo gobierno de coalición. Hun Sen también presionó a Ranariddh para que apoyara una enmienda constitucional conocida como "voto paquete", que exigía que los parlamentarios apoyaran o rechazaran la legislación y los nombramientos ministeriales por medio de una protesta abierta. Mientras que Ranariddh aceptó la demanda de Hun Sen, la enmienda de "voto paquete" fue rechazada por Sihanouk, Chea Sim, el SRP, así como varios altos líderes dentro del Funcinpec. Después de que la enmienda del "paquete de voto" fue aprobada en julio de 2004, varios líderes del Funcinpec dimitieron en protesta.

## Salida del Funcinpec
El 2 de marzo de 2006, la Asamblea Nacional aprobó una enmienda constitucional que exigía sólo una mayoría simple de parlamentarios para apoyar a un gobierno, en lugar de la mayoría de dos tercios que se estipulaba anteriormente. La idea, propuesta por Sam Rainsy, había sido apoyada casi unánimemente debido a que a todas las partes les convenía, ya que era muy difícil que un solo partido obtuviera la mayoría de dos tercios. Haciendo uso de esa enmienda, que le permitía gobernar sin coalición, Hun Sen despidió a dos ministros del Funcinpec, Norodom Sirivudh y Nhek Bun Chhay. Ranariddh protestó contra los despidos y renunció como presidente de la Asamblea Nacional el 14 de marzo. Él entonces dejó Camboya, para residir en Francia. Poco después de su partida, los tabloides locales publicaron historias de que Ranariddh había tenido un romance con Ouk Phalla, una bailarina de Apsara. A principios de septiembre de 2006, se aprobó una nueva ley para prohibir el adulterio, y Ranariddh respondió acusando al gobierno de intentar minar el Funcinpec. El 18 de septiembre de 2006, Hun Sen y Nhek Bun Chhay pidieron que Ranariddh fuera reemplazado como presidente de Funcinpec, después de que los informes del partido sugirieran que Phalla había presionado a Ranariddh para que nombrara a sus parientes a cargos gubernamentales. El 18 de octubre, Nhek Bun Chhay convocó un congreso del partido que destituyó Ranariddh de su posición como presidente de Funcinpec, dándole el cargo de "Presidente histórico". Su destitución fue justificada bajo la excusa de que pasaba períodos demasiado largos en el extranjero, y su relación con Hun Sen afectaba al partido. Ranariddh abandonó el Funcinpec el mismo día de su destitución.

## Actividad política reciente

### Partido Norodom Ranariddh y problemas legales

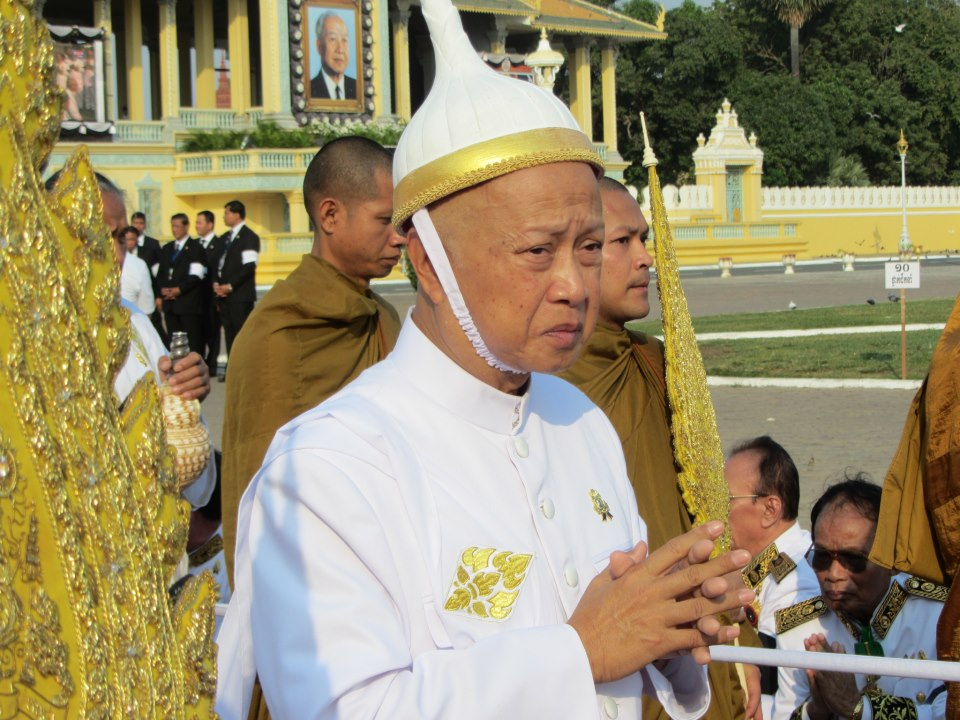
Ranariddh durante le funeral de su padre, el controvertido Rey Norodom Sihanouk, en febrero de 2013.

Después de la salida de Ranariddh del Funcinpec, Nhek Bun Chhay presentó una demanda en noviembre de 2006, acusando a Ranariddh de embolsarse $ 3.6 millones por la venta de su sede a la embajada francesa en 2005. A mediados de noviembre, Ranariddh regresó a Camboya, anunció la Formación del Partido Norodom Ranariddh (NRP) y se convirtió en su presidente. El mes siguiente, la Asamblea Nacional expulsó a Ranariddh como diputado. Días después su esposa, Eng Marie, lo demandó por adulterio. El medio hermano de Ranariddh, Chakrapong, también fue expulsado del partido y se unió al NRP como vicepresidente. En marzo de 2007, Ranariddh fue declarado culpable por el Tribunal Municipal de Nom Pen de malversación de fondos de la venta de la sede de Funcinpec y condenado a 18 meses de prisión. Para evitar la prisión, Ranariddh solicitó asilo en Malasia poco antes de la sentencia.
Mientras vivía en el exilio en Malasia, Ranariddh se comunicó con miembros del partido NRP a través de teléfono y videoconferencia. En noviembre de 2007, propuso una fusión entre el PNR, el SRP y el Partido de los Derechos Humanos, para mejorar sus perspectivas en contra de la CPP en las elecciones generales de 2008. Rainsy, el líder del SRP, rechazó su propuesta. Cuando la campaña electoral comenzó en junio de 2008, Ranariddh, aunque no pudo entrar en el país, planteó cuestiones como las disputas fronterizas con los vecinos de Camboya, la tala ilegal y prometió bajar los precios de la gasolina. Cuando la votación tuvo lugar en julio, el PNR ganó dos escaños parlamentarios. Inmediatamente después de las elecciones, El PNR se unió al SRP y al HRP para acusar a la Comisión Electoral de irregularidades. Posteriormente, el NRP dejó de lado sus acusaciones, después de que Hun Sen negociara un acuerdo secreto con Ranariddh, que permitió que este último regresara del exilio, a cambio del reconocimiento del PNR de los resultados electorales.
En septiembre de 2008, Ranariddh recibió un indulto real por parte de Norodom Sihamoní (que había sucedido en el trono a su padre en octubre de 2004) por su condena por malversación, lo que le permitió regresar a Camboya sin arriesgarse a prisión. Después de su regreso, Ranariddh anunció su retiro de la política y se comprometió a apoyar al gobierno dirigido por el CPP.
Después de su retiro, Ranariddh dedicó la mayor parte de su tiempo al trabajo filantrópico y al apoyo de las actividades reales. A finales de 2010, los líderes de NRP y Funcinpec, incluyendo Nhek Bun Chhay, pidieron públicamente que Ranariddh volviera a la política. Ranariddh inicialmente se resistió las llamadas, pero cambió de opinión y anunció su regreso en diciembre de 2010. Durante los siguientes años, Ranariddh y Nhek Bun Chhay negociaron una fusión entre NRP y el Funcinpec. En mayo de 2012 se formalizó un acuerdo mediante el cual Ranariddh sería nombrado presidente del Funcinpec, mientras que Nhek Bun Chhay se convertiría en su vicepresidente. El acuerdo de fusión fue rescindido un mes después, cuando Nhek Bun Chhay acusó a Ranariddh de apoyar a otros partidos de la oposición. Dos meses más tarde, Ranariddh declaró su retiro de la política para una segunda vez, y presentó su renuncia como presidente del PNR.

### Retorno al Funcinpec

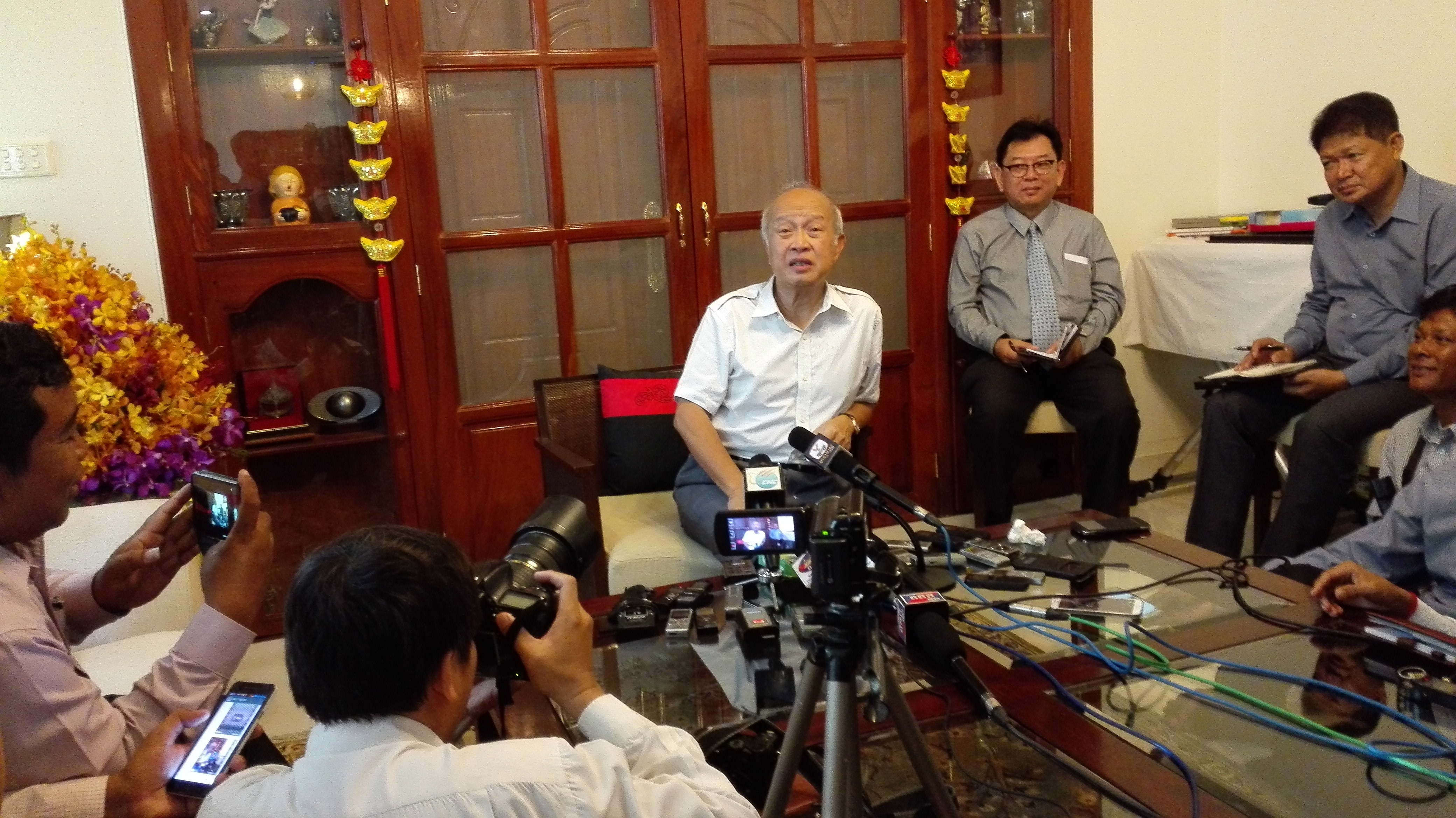
Ranariddh anuncia su retorno al Funcinec, mediados de 2015.

En marzo de 2014, Ranariddh renunció a su retiro y lanzó un nuevo partido político, el Partido Popular de la Comunidad Realista (CRPP). Sam Rainsy, ahora presidente del Partido de Rescate Nacional de Camboya (CNRP), acusó a Ranariddh de intentar dividir el voto de la oposición para favorecer al gobernante CPP en futuras elecciones. Ranariddh respondió acusando al CNRP de albergar sentimientos republicanos, al mismo tiempo que afirmaba que su motivación al lanzar el CRPP era reunir partidarios realistas dentro del electorado camboyano. El CRPP atrajo el apoyo de algunos miembros del FUNCINPEC; En diciembre de 2014 un ex secretario de Estado, un senador y un jefe de policía adjunto declararon su apoyo al CRPP. Hun Sen propuso entonces a Ranariddh que volviera a Funcinpec.
A principios de enero de 2015, Ranariddh anunció su intención de disolver el CRPP y regresar a Funcinpec. En un congreso del partido el 19 de enero de 2015, fue reelegido como presidente del Funcinpec; su media hermana y el anterior presidenta, Norodom Arunrasmy se convirtió en la primera vicepresidenta, mientras que Nhek Bun Chhay fue designado como segundo vicepresidente. En marzo de 2015, Ranariddh celebró otro congreso del partido donde nombró a cuatro vicepresidentes más al comité ejecutivo de Funcinpec. También convenció al congreso de adoptar un nuevo logotipo del partido, que tenía un diseño casi idéntico al del ya desaparecido CRPP. Ranariddh apoyó la formación del Movimiento de la Juventud Realista Camboyana en julio de 2015, una organización juvenil destinada a obtener apoyo electoral para Funcinpec de los votantes más jóvenes. Ranariddh fue nombrado Presidente Honorario.

## Muerte
El 28 de noviembre de 2021 el ministro de información Khieu Kanharith informó que Ranariddh había fallecido en Francia a los 77 años.